# Elecciones en Palestina

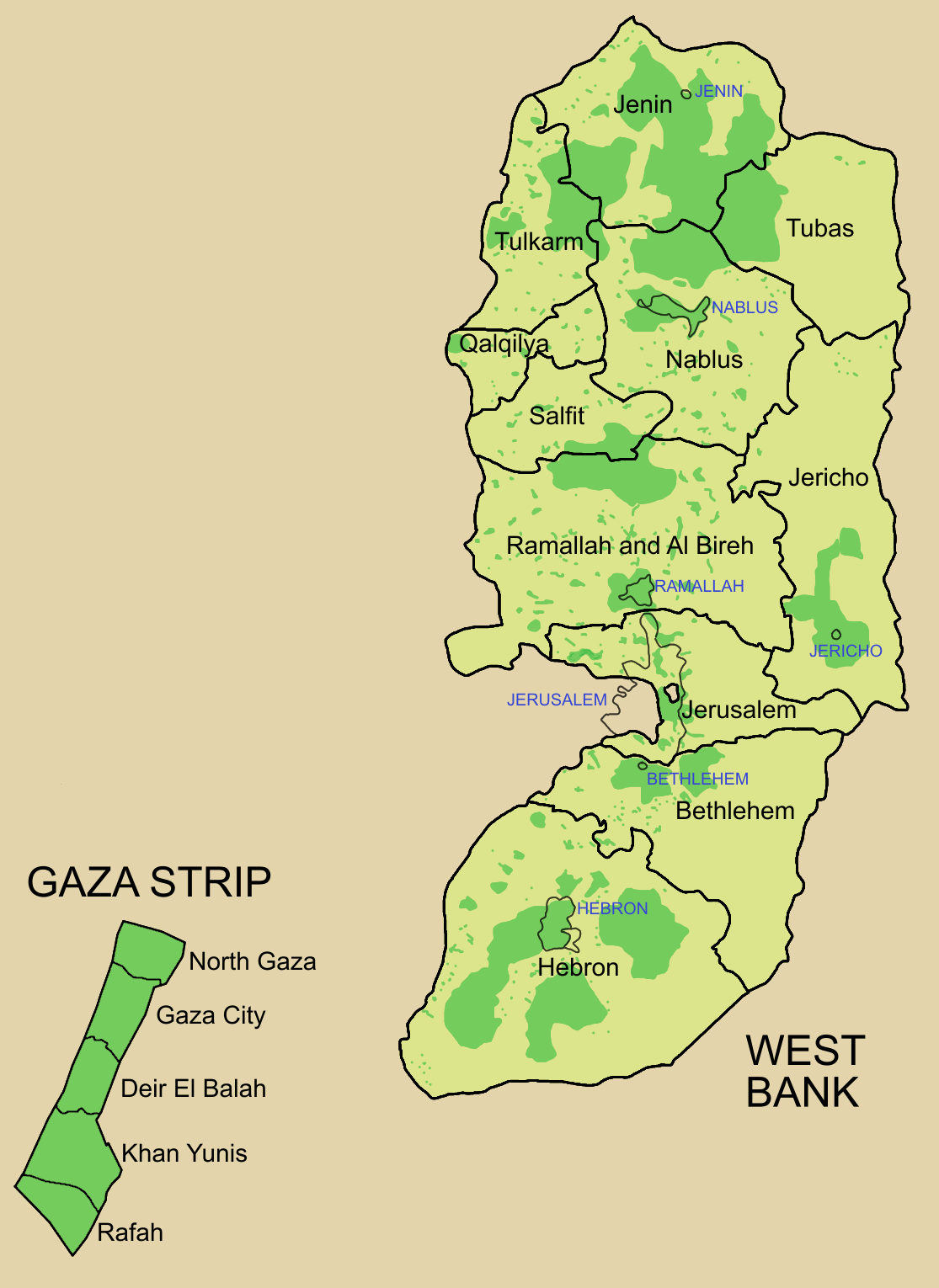
Mapa de los distritos electorales de Palestina. Las principales ciudades están marcadas en azul.

Hay tres tipos de elecciones en el Estado de Palestina: elecciones parlamentarias en las que se eligen a los miembros del Consejo Legislativo Palestino, elecciones presidenciales en las que se elige el Presidente de Palestina, y elecciones locales para los municipios palestinos.
El Estado de Palestina ha celebrado varias elecciones desde 1996 incluyendo elecciones para presidente, Consejo Legislativo y consejos locales. Palestina tiene un sistema multipartidista, con numerosos partidos políticos. Fatah es el partido dominante y el partido del actual presidente de Palestina, Mahmud Abás.

## Historia

### Primeras elecciones
Las primeras elecciones legislativas y presidenciales en el actual Estado de Palestina se celebraron en 1996 y las primeras elecciones locales se celebraron en enero a mayo de 2005. Antes de esto se celebraron elecciones al Consejo Legislativo en 1923 bajo el mandato británico de Palestina de 1923. No se volvieron a celebrar elecciones en Palestina hasta 1972 y 1976 cuando se celebraron elecciones municipales ahora ya bajo la ocupación militar israelí.

### SigloXXI

#### Ley de 2005
El Consejo Legislativo Palestino aprobó una ley en junio del 2005 (firmado por Abás el 13 de agosto de 2005), para aumentar el número de miembros del Consejo de 88 a 132. La mitad cambiaron a ser elegidos por representación proporcional y la otra mitad por voto en bloque en sus circunscripciones tradicionales.

#### Elecciones de 2005 y 2006
Mahmud Abás del partido Fatah ganó las elecciones presidenciales de 2005  mientras que las elecciones parlamentarias de 2006 ganó Hamás. En 2007, un decreto presidencial abolió todos los escaños por circunscripción para ser elegidos de una lista nacional. También prohibió que cualquier partido (específicamente Hamás) disputa los resultados de las elecciones y no reconociese el derecho de la Organización para la Liberación de Palestina (OLP) de representar al pueblo palestino. Una encuesta de opinión del 2007 demostró que una mayoría de los palestinos apoyaba este cambio, mientras que Hamás lo llamó ilegal.

#### Elecciones de 2009
Las elecciones de 2009 fueron aplazadas debido al conflicto entre Fatah y Hamás. El presidente palestino Mahmud Abás decidió quedarse en su puesto hasta la elección próxima. Hamás sin embargo no reconoce a Abás como presidente en la Franja de Gaza.

## Importancia de las elecciones
Las elecciones en Palestina se celebran para ejercitar el derecho del pueblo palestino en su autodeterminación en conexión a su derecho a establecer un estado propio, pero se celebran bajo una ocupación militar israelí.
Las elecciones se celebran dentro del marco de los Acuerdos de Oslo, lo cual significa que el poder de la Autoridad Nacional Palestina está limitado a asuntos como cultura, educación, documentos de identidad, y la distribución de terreno y agua estipulados en el Acuerdo Interino de Oslo.

## Dificultades debido a la ocupación israelí
Israel no deja ejercer la libre actividad de política; puntos de control y muros de separación obstaculizan muchas actividades sociales para los palestinos. El Consejo Legislativo no puede funcionar correctamente porque la libertad de circulación es imposible para los palestinos, especialmente entre la Franja de Gaza y Cisjordania.
En octubre de 2007, dos exministros y 45 miembros del Consejo Legislativo Palestino, el parlamento palestino, fueron detenidos por el gobierno israelí. En julio de 2012, había 4.706 prisioneros palestinos en prisiones israelíes. De estos, 22 era miembros del Consejo Legislativo Palestino y 18 de esos estaban en detención administrativa. En noviembre de 2013 se calculan que hay 5.000 prisioneros palestinos encarcelados por Israel, del cual 14 eran miembros del Consejo Legislativo Palestino y 10 en detención administrativa.

## Elecciones parlamentarias

### Elecciones parlamentarias de 1996
En las elecciones generales de 1996, el partido Fatah ganó 55 de los 88 escaños del Consejo Legislativo Palestino. Algunos escaños se reservaron para las comunidades cristianas palestinas y samaritanas. Se asignaron 51 escaños para Cisjordania y 37 para la Franja de Gaza. Cinco de las 25 candidatas femeninas ganaron un escaño en el Consejo.

### Elecciones parlamentarias de 2006
En la 2006 elección legislativa, seis partidos y 4 independents ganó asientos. Cambio y Reforma (es decir, Hamás) ganó 44.45% del voto y 74 asientos, mientras Fatah ganó 41.43% del voto y 45 asientos.

### Elecciones parlamentarias de 2021
Las elecciones parlamentarias de 2021 estaban planificadas para el 22 de mayo de 2021 pero fueron aplazadas para más tarde.

## Elecciones presidenciales

### Elecciones presidenciales de 1996
En las elecciones presidenciales de 1996 resultó vencedor Yasir Arafat con el 88,2% del voto.

### Elecciones presidenciales de 2005
En las elecciones presidenciales del 2005 resultó vencedor Mahmud Abás con el 62,5% del voto y Mustafa Barghouti terminó en segundo lugar con el 19,5% del voto.

## Elecciones locales

### Elecciones locales del 2005
Las elecciones locales del 2005 se organizaron en cuatro etapas. La última etapa se celebró el 23 de diciembre de 2005, con elecciones en 26 municipios que con más de 140.000 votantes registrados en Jericó y 25 pueblos en Cisjordania. Las elecciones fueron supervisadas por el Congreso del Consejo de Europa, y su director,Christopher Newbury, comentó: "Dentro de los lugares de votación, el Congreso [del Consejo de Europa] observó unas elecciones libres y justas. Fuera de ellas, algunas mejoras están aún por hacer."

### Elecciones locales de 2010 y 2012
El Consejo de Ministros pidió elecciones locales para celebrarse el 17 de julio de 2010, pero el partido político Fatah no llegó a un acuerdo sobre quién iría en su lista de candidatos. Debido a esto, las elecciones se cancelaron el 10 de junio de 2010 y fueron aplazadas hasta el 2012.

### Elecciones locales de 2016 y 2017
Las elecciones locales de 2016 fueron planeadas para el 8 de octubre de 2016 pero fueron retrasadas hasta el 13 de mayo de 2017.

## En la Franja de Gaza
Debido al conflicto Fatah–Hamás que empezó en el 2006, Hamás formó un gobierno propio para gobernar la Franja de Gaza sin tener elecciones. En septiembre de 2012 se anunció el segundo primer ministro de Gaza, Ismail Haniya, siendo ya el segundo gobierno de Hamás organizado sin tener elecciones.

## Comisión Central de Elecciones
Con el establecimiento de la Autoridad Nacional Palestina en 1993, se fundó la «Comisión Central de Elecciones» para organizar las elecciones presidenciales y legislativas palestinas en 1996, las primeras elecciones de la Autoridad Nacional Palestina. La Oficina Central de Estadísticas de Palestina se encargó de registrar a la población para la votación.
Bajo la Ley de Elecciones del Consejo Local N.º 10 de 2005, la Comisión Central de Elecciones se convirtió en el ente responsable para organizar las elecciones del consejo local, el Presidente de la Autoridad Nacional Palestina y a los miembros del Consejo Legislativo Palestino.

### Asistencia externa para las elecciones
Varios grupos y agencias externas proveen asistencia para las elecciones en Palestina como el Elections Reform Support Group (ERSG), compuesta del apoyo de los Estados Unidos y la Unión Europea. Uno de las organizaciones principales dentro del ESRG es la Fundación Internacional para los Sistemas Electorales, que ayudaron a la Comisión Central de Elecciones de Palestina para las elecciones de 2004-2005 con la ayuda de la Agencia de los Estados Unidos para el Desarrollo Internacional (USAID). La ERSG ha continuado apoyando la comisión palestina en sus elecciones posteriores.